# Canadian Screen Awards 2014
Die 2. Verleihung der Canadian Screen Awards, die jährlich von der Academy of Canadian Cinema & Television (ACCT) vergeben werden, fand am 9. März 2014 im Sony Centre for the Performing Arts im kanadischen Toronto statt. In der Woche vor der eigentlichen Veranstaltung wurden bereits die Preise in einigen der insgesamt über 110 Kategorien verliehen. Die Kritiker würdigten die besten Leistungen des kanadischen Film- und Fernsehjahres 2013. Die Verleihung wurde von Martin Short moderiert und live auf dem Fernsehsender CBC Television ausgestrahlt.
Die Nominierungen wurden am 13. Januar 2014 bekanntgegeben. Im Bereich Film erhielt Denis Villeneuves Enemy mit 10 Nominierungen die meisten Nennungen, während im Bereich Fernsehen die von Space und BBC America koproduzierte Science-Fiction-Serie Orphan Black in 14 Kategorien nominiert wurde.

## Gewinner und Nominierte im Bereich Film

### Bester Film
Gabrielle – (K)eine ganz normale Liebe (Gabrielle)
Le Démantèlement
Empire of Dirt
Enemy
The F-Word – Von wegen nur gute Freunde! (The F Word)
Die große Versuchung – Lügen bis der Arzt kommt (The Grand Seduction)
Maïna – Das Wolfsmädchen (Maïna)
Sag nicht, wer du bist! (Tom à la ferme)

### Beste Regie
Denis Villeneuve – Enemy
Xavier Dolan – Sag nicht, wer du bist! (Tom à la ferme)
Michael Dowse – The F-Word – Von wegen nur gute Freunde! (The F Word)
Sébastien Pilote – Le Démantèlement
Pedro Pires & Robert Lepage – Triptyque

### Bester Hauptdarsteller
Gabriel Arcand – Le Démantèlement
Brendan Gleeson – Die große Versuchung – Lügen bis der Arzt kommt (The Grand Seduction)
Jake Gyllenhaal – Enemy
Daniel Radcliffe – The F-Word – Von wegen nur gute Freunde! (The F Word)
Rajesh Tailang – Siddharth

### Beste Hauptdarstellerin
Gabrielle Marion-Rivard – Gabrielle – (K)eine ganz normale Liebe (Gabrielle)
Cara Gee – Empire of Dirt
Isabelle Guérard – Rouge Sang
Kawennahere Devery Jacobs – Rhymes for Young Ghouls
Tatiana Maslany – Cas & Dylan

### Bester Nebendarsteller
Gordon Pinsent – Die große Versuchung – Lügen bis der Arzt kommt (The Grand Seduction)
Jay Baruchel – The Art of the Steal – Der Kunstraub (The Art of the Steal)
Pierre-Yves Cardinal – Sag nicht, wer du bist! (Tom à la ferme)
Marc Labrèche – Whitewash
Alexandre Landry – Gabrielle – (K)eine ganz normale Liebe (Gabrielle)

### Beste Nebendarstellerin
Sarah Gadon – Enemy
Florence Blain Mbaye – L’autre maison
Évelyne Brochu – Sag nicht, wer du bist! (Tom à la ferme)
Mackenzie Davis – The F-Word – Von wegen nur gute Freunde! (The F Word)
Jennifer Podemski – Empire of Dirt

### Bestes Originaldrehbuch
Shannon Masters – Empire of Dirt
Emanuel Hoss-Desmarais & Marc Tulin – Whitewash
Richie Mehta – Siddharth
Sébastien Pilote – Le Démantèlement
Jonathan Sobol – The Art of the Steal – Der Kunstraub (The Art of the Steal)

### Bestes adaptiertes Drehbuch
Elan Mastai – The F-Word – Von wegen nur gute Freunde! (The F Word)
Michel Marc Bouchard & Xavier Dolan – Sag nicht, wer du bist! (Tom à la ferme)
Javier Gullón – Enemy
Robert Lepage – Triptyque
Ken Scott & Michael Dowse – Die große Versuchung – Lügen bis der Arzt kommt (The Grand Seduction)

### Bester Dokumentarfilm
Watermark
Hi-Ho Mistahey!
My Prairie Home
People of a Feather
Vanishing Point

### Bester Dokumentar-Kurzfilm
Chi
Just As I Remember
Mary & Myself

### Bester Kurzfilm
Noah
Mémorable Moi
Ina Litovski
A Grand Canal
Nous Avions

### Bester animierter Kurzfilm
Tricks des Unterbewusstseins (Subconscious Password)
Impromptu
The End of Pinky
Hollow Land
Gloria Victoria

### Bestes Szenenbild
Michel Proulx – Louis Cyr
Jean Bécotte – Maïna – Das Wolfsmädchen (Maïna)
Mario Hervieux – Le Démantèlement
Anthony Ianni and François Séguin – Chroniken der Unterwelt – City of Bones (The Mortal Instruments: City of Bones)
Patrice Vermette – Enemy

### Beste Kamera
Nicolas Bolduc – Enemy
François Delisle – Le Météore
Pierre Gill – Upside Down
Antonio Riestra – Mama
Allen Smith – Maïna – Das Wolfsmädchen (Maïna)

### Bestes Kostümdesign
Carmen Alie – Louis Cyr
Lea Carlson – The Colony – Hell Freezes Over (The Colony)
Véronique Marchessault – Maïna – Das Wolfsmädchen (Maïna)
Sarah Millman – Verliebt in Molly (Molly Maxwell)
Gersha Phillips – Chroniken der Unterwelt – City of Bones (The Mortal Instruments: City of Bones)

### Bester Schnitt
Matthew Hannam – Enemy
Carina Baccanale – Amsterdam
Richard Comeau – Gabrielle – (K)eine ganz normale Liebe (Gabrielle)
Evan Morgan & Matt Johnson – The Dirties
Jorge Weisz – Empire of Dirt

### Bester Ton
Andrew Tay, David Drage, David Giammarco, Greg Chapman, Matt McKenzie & Peter Persaud – Chroniken der Unterwelt – City of Bones (The Mortal Instruments: City of Bones)
Arnaud Derimay, Benoît Leduc & Stéphane Bergeron – Amsterdam
Bernard Gariépy Strobl & Pierre Bertrand – Gabrielle – (K)eine ganz normale Liebe (Gabrielle)
Joe Morrow, Lalit Malik & Lou Solakofski – Siddharth
François Grenon, Olivier Goinard, Sevan Koryan & Sylvain Brassard – Sag nicht, wer du bist! (Tom à la ferme)

### Bester Tonschnitt
Alex Bullick, Christian Schaaning, J.R. Fountain, Jill Purdy, Kevin Banks, Nathan Robitaille, Nelson Ferreira, Stephen Barden & Steve Baine – Chroniken der Unterwelt – City of Bones (The Mortal Instruments: City of Bones)
Sylvain Bellemare – Gabrielle – (K)eine ganz normale Liebe (Gabrielle)
Guy Francoeur, Isabelle Favreau & Sylvain Brassard – Sag nicht, wer du bist! (Tom à la ferme)
Antoine Morin, Christian Rivest, Guy Pelletier, Martin Pinsonnault, Mireille Morin & Paul Col – Louis Cyr

### Beste Filmmusik
Danny Bensi & Saunder Jurriaans – Enemy
Ramachandra Borcar – Roche Papier Ciseaux
Michel Cusson – Rouge Sang
Kim Gaboury & Michel Cusson – Maïna – Das Wolfsmädchen (Maïna)
Gabriel Yared – Sag nicht, wer du bist! (Tom à la ferme)

### Bester Filmsong
„It’s No Mistake“ von Jimmy Harry & Serena Ryder – The Right Kind of Wrong
„À la claire fontaine“ von Michel Cusson – Rouge Sang
„Iva/Moses“ von Maerin Hunting – Stay
„Far Away“ von Elisapie Isaac – Die Legende von Sarila (The Legend of Sarila)
„Molly“ von Colleen Rennison – Down River

### Bestes Make-up
Jo-Ann Macneil, Karola Dirnberger & Paul Jones – Chroniken der Unterwelt – City of Bones (The Mortal Instruments: City of Bones)
Brigitte Bilodeau – Maïna – Das Wolfsmädchen (Maïna)
François Dagenais & Traci Loader – Cottage Country
Louise Mackintosh, Peggy Kyriakidou & Shauna Llewellyn – The Colony – Hell Freezes Over (The Colony)
David Marti, Linda Dowds & Montse Ribé – Mama

### Beste visuelle Effekte
Andy Robinson, Dennis Berardi, Edward J. Taylor IV, James Cooper, Jason Edwardh, Jo Hughes, Leann Harvey, Sean Mills, Stephen Wagner & Trey Harrell – Chroniken der Unterwelt – City of Bones (The Mortal Instruments: City of Bones)
Laetitia Séguin, Marie-Cecile Dahan, Mathieu Veillette, Matthew Rouleau, Mikael Damant-Sirois, Patrick David & Vincent Poitras – Enemy
Aélis Héraud, Antoine Wibaut, Catherine Hébert, Cynthia Carrier, David Raymond, Jonathan Legris, Josée Chapdelaine, Louis-Alexandre Lord, Pierre-Simon Lebrun-Chaput & Sarah Neveu – Louis Cyr
Aaron Weintraub, Ayo Burgess, Dennis Berardi, Edward J. Taylor IV, Jason Gougeon, Kyle Yoneda, Michael Borrett, Michael Rice, Sarah McMurdo & Tamara Stone – Mama
Annie Normandin, Dominic Daigle, François Dumoulin, Marc Morisette & Olivier Goulet – Upside Down

## Gewinner und Nominierte im Bereich Fernsehen (Auswahl)

### Beste Dramaserie
Orphan Black
Blackstone
Bomb Girls
Flashpoint – Das Spezialkommando (Flashpoint)
Motive

### Bester Hauptdarsteller in einer Dramaserie
Hugh Dillon – Flashpoint – Das Spezialkommando (Flashpoint)
François Arnaud – Die Borgias (The Borgias)
Ben Bass – Rookie Blue
Sam Huntington – Being Human
David Sutcliffe – Cracked

### Beste Hauptdarstellerin in einer Dramaserie
Tatiana Maslany – Orphan Black
Hélène Joy – Murdoch Mysteries
Michelle Thrush – Blackstone
Meg Tilly – Bomb Girls
Katheryn Winnick – Vikings

### Bester Nebendarsteller in einer Dramaserie
Jordan Gavaris – Orphan Black
Sergio Di Zio – Flashpoint – Das Spezialkommando (Flashpoint)
Matt Gordon – Rookie Blue
Kevin Hanchard – Orphan Black
Michael Mando – Orphan Black

### Beste Nebendarstellerin in einer Dramaserie
Maria Doyle Kennedy – Orphan Black
Claudia Black – Haven
Priscilla Faia – Rookie Blue
Cheri Maracle – Blackstone
Luvia Petersen – Continuum

### Beste Comedyserie
Call Me Fitz
Gavin Crawford’s Wild West
Mr. D
Seed
Tiny Plastic Men

### Bester Hauptdarsteller in einer Comedyserie
Jason Priestley – Call Me Fitz
Jesse Camacho – Less Than Kind
Gavin Crawford – Gavin Crawford’s Wild West
Gerry Dee – Mr. D
Ron James – The Ron James Show

### Beste Hauptdarstellerin in einer Comedyserie
Tracy Dawson – Call Me Fitz
Wendel Meldrum – Less Than Kind
Carrie-Lynn Neals – Seed
Nancy Sorel – Less Than Kind

### Bester Nebendarsteller in einer Comedyserie
Nicholas Campbell – Less Than Kind
Andrew Cheng – Gavin Crawford’s Wild West
Colin Cunningham – Less Than Kind
Tyler Johnston – Less Than Kind
Pat Thornton – Satisfaction

### Beste Nebendarstellerin in einer Comedyserie
Nikki Payne – Satisfaction
Laura de Carteret – Seed
Quancetia Hamilton – Call Me Fitz
Bette MacDonald – Mr. D
Amy Sloan – Call Me Fitz

### Beste Animationssendung
Banana Cabana (Almost Naked Animals)
Fugget About It
The Magic Hockey Skates
Die Superhelden-Helfer (Sidekick)
Slugterra

### Beste Miniserie oder Fernsehfilm
Borealis
Ruf der Pferde – Ein Mädchen folgt seinem Herzen (The Horses of McBride)
Mr. Hockey: The Gordie Howe Story
Time of Death

### Bester Hauptdarsteller in einer Miniserie oder einem Fernsehfilm
Rick Roberts – Jack
Gary Cole – An Officer and a Murderer
Tyler Johnston – The Phantoms
Michael Shanks – Mr. Hockey: The Gordie Howe Story

### Beste Hauptdarstellerin in einer Miniserie oder einem Fernsehfilm
Sook-Yin Lee – Jack
Mia Kirshner – I Think I Do
Jessica Lowndes – A Mother’s Nightmare
Kathleen Robertson – Mr. Hockey: The Gordie Howe Story

### Beste fiktionale Kinder- oder Jugendserie
Degrassi
Wettlauf mit dem Tod (I Shouldn’t Be Alive)
Allein unter Jungs (Life With Boys)
Mr. Young
The Next Step

### Beste internationale Dramaserie
Die Borgias (The Borgias)
Vikings
Die Tore der Welt (World Without End)

## Ehrenpreise
Claude Jutra Award
Emanuel Hoss-Desmarais für Whitewash
Golden Reel Award
Chroniken der Unterwelt – City of Bones (The Mortal Instruments: City of Bones)